# Демшинка (Московская область)
Демшинка — деревня в Серпуховском районе Московской области. Входит в состав Липицкого сельского поселения (до 29 ноября 2006 года входила в состав Липицкого сельского округа).

## Население
| 2002 | 2006 | 2010 |
| ---- | ---- | ---- |
| 4    | ↘1   | →1   |

## География
Демшинка расположена примерно в 26 км (по шоссе) на юго-восток от Серпухова, на одном из истоков реки Городенка, правом притоке реки Скнига (правый приток Оки), высота центра деревни над уровнем моря — 212 м. На 2016 год в деревне зарегистрировано 1 садовое товарищество.